# Anthene rubricinctus
Anthene rubricinctus är en fjärilsart som beskrevs av Holland 1891. Anthene rubricinctus ingår i släktet Anthene och familjen juvelvingar. Inga underarter finns listade i Catalogue of Life.

## Bildgalleri

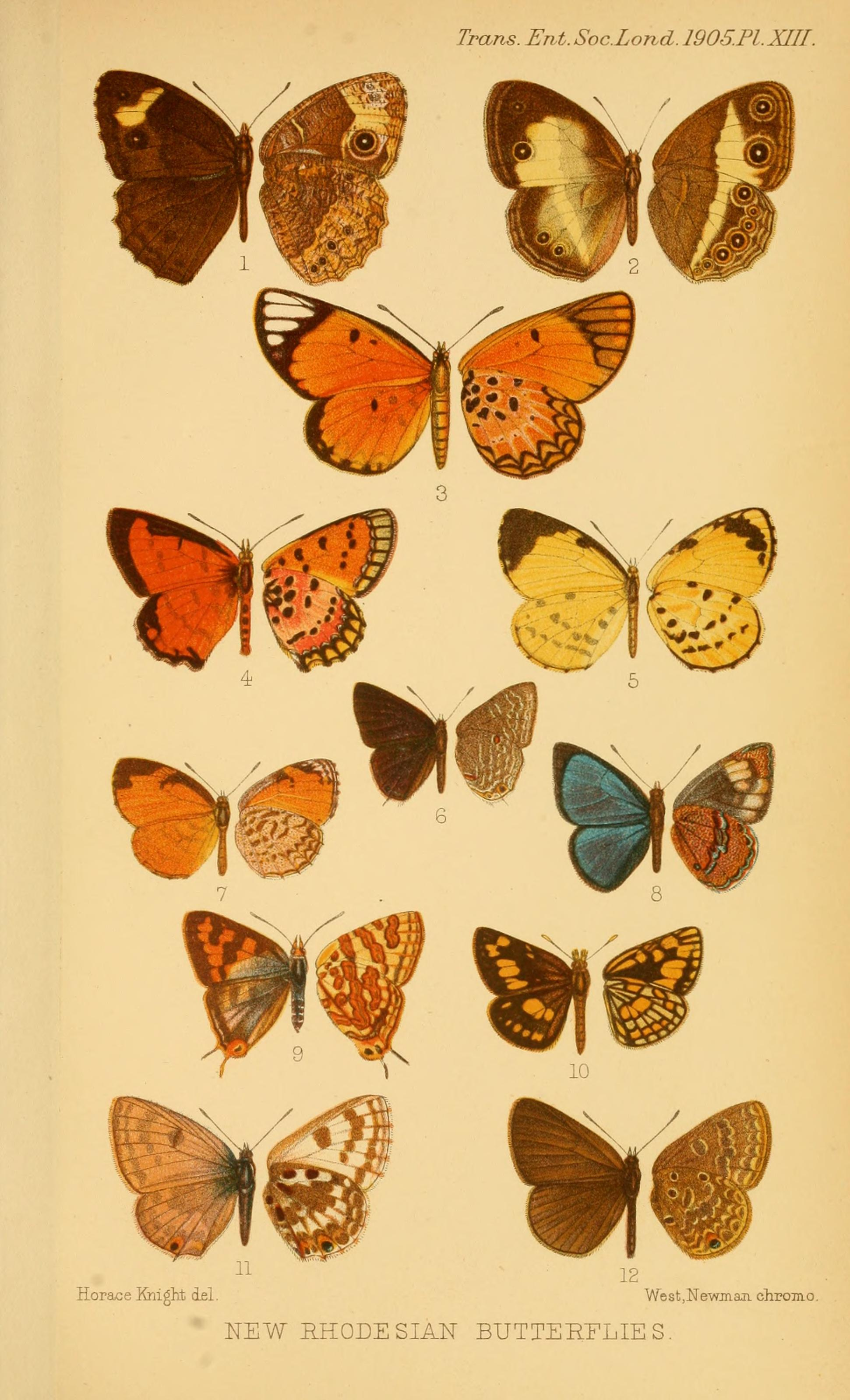